# Edmar Kamatuka
Edmar Kamatuka (Windhoek, 26 de julio de 2002) es un futbolista namibio que juega en la demarcación de centrocampista para el African Stars FC de la Premier League de Namibia. Es hermano del también futbolista Joslin Kamatuka.

## Selección nacional
El 24 de marzo de 2023 hizo su debut con la selección de fútbol de Namibia en un encuentro contra Camerún que finalizó con un resultado de empate a uno tras el gol de Olivier Kemen para Camerún, y de Peter Shalulile para Namibia.

## Clubes
| Club             | País    | Año       | Partidos | Goles |
| ---------------- | ------- | --------- | -------- | ----- |
| Ramblers FC      | Namibia | 2020-2022 |          |       |
| African Stars FC | Namibia | 2022-     |          |       |